# SN 2003ma
SN 2003ma – supernowa typu IIn odkryta 13 grudnia 2003 roku w galaktyce A053101-7004. W momencie odkrycia miała maksymalną jasność 20,50m.